# ييب مان 3
ييب مان 3 أو إيب مان 3 هو فيلم صيني وهو الجزء الثالث من سلسلة أفلام ييب مان من إخراج ويلسون ييب و بطولة دوني ين، داني تشن، مايك تايسون تدور قصة الفيلم في هونغ كونغ حول حياة المعلم ييب مان.

## طاقم التمثيل
- دوني ين بدور المعلم ييب مان
- تشانغ جين
- لين هونغ بدور زوجة المعلم ييب مان (تشيونغ وينغ سينغ)
- باتريك تام بدور طالب عند المعلم ييب مان
- كارينا نغ
- كينت تشنغ
- بريان ليونغ بدور معلم فنون قتالية( تين نغو ساو)
- لويس تشيونغ
- داني تشن
- مايك تايسون
- تاتس لاو
- بيبي جون تشوي
- يو كانغ بدور المعلم تام
- لو مانغ
- ليونغ سيو-هونغ
- تشين تشاو
- سيمون كوك

## تصوير الفيلم
بدأ تصوير الفيلم في شانغهاي في 25 مارس 2015، انكسر أصبع مايك تايسون أثناء تصوير الفيلم في مشهد القتال بين مايك تايسون ودوني ين.

### أصدار الفيلم
تم أصدار الفيلم في 24 ديسمبر 2015 في ماليزيا وسنغافورة،  تم اطلاق الفيلم في نيوزلندا بنسخ محددة، بعدها بيوم واحد فقط تم أصدار الفيلم في تاييوان، صدر الفيلم في الولايات المتحدة في 22 يناير 2016 بنسخ محدودة، صدر الفيلم في البر الصين الرئيسي في يوم 4 مارس، صدر الفيلم في سريلانكا في مارس 2016.

## تقييم الفيلم في موقع روتن توميتوز
منح موقع روتن توميتوز تقدير ٪78 يعتمد على 51 مراجعة مع تصنيف متوسط 6.4 /10.

## روابط خارجية
ييب مان 3 على موقع IMDb (الإنجليزية)
- ييب مان 3 على موقع ميتاكريتيك (الإنجليزية)
- ييب مان 3 على موقع روتن توميتوز (الإنجليزية)
- ييب مان 3 على موقع نتفليكس (الإنجليزية)
- ييب مان 3 على موقع قاعدة بيانات الأفلام العربية
- ييب مان 3 على موقع ألو سيني (الفرنسية)
- ييب مان 3 على موقع Turner Classic Movies (الإنجليزية)
- ييب مان 3 على موقع أول موفي (الإنجليزية)
- ييب مان 3 على موقع بوكس أوفيس موجو (الإنجليزية)
- ييب مان 3 على موقع فيلمافينيتي (الإسبانية)